# Цей чоловік

Оригінальний малюнок «Ця людина», опублікований Андреа Нателла в 2008 році

Цей Чоловік нібито з'являвся у снах тисяч людей з 2006 року, але ніколи не був ідентифікований у реальному світі. Він був головною темою вебсайту під назвою Ever Dream This Man?, створений італійським соціологом і маркетологом Андреа Нателла в 2008 році. Вебсайт стверджував, що першою людиною, яка повідомила, що бачить уві сні Цього чоловіка, був пацієнт психіатра в Нью-Йорку в 2006 році, і що четверо інших пацієнтів також впізнали те саме обличчя. Вебсайт також стверджував, що понад 3000 людей звернулися до сайту, щоб поділитися своїми історіями та малюнками цієї людини. Вебсайт пропонував різні можливі пояснення цього явища, починаючи від буденних і закінчуючи надприродними. Жодна з цих теорій не була підтверджена доказами чи дослідженнями.
Цей вебсайт став відомою інтернет-сенсацією у жовтні 2009 року, привертаючи увагу як преси, так і онлайн-користувачів. Історія та погана репутація цієї загадкової постаті породили численні інтернет-меми, які включали в себе підроблені рекламні листівки вебсайту, згадки в різних фільмах і телевізійних шоу, включаючи «Секретні матеріали», а також серію манги від Weekly Shonen Magazine.
Проте згодом виявилося, що «Цей чоловік» був обманом і насправді був частиною партизанської маркетингової кампанії, проведеної рекламним агентством Нателла. Засновник Нателла визнав, що він вигадав всю історію навколо «Цього чоловіка» та створив оригінальний ескіз з фотографії свого батька, коли він був молодий. Нателла пояснив, що його інспірувала ідея використання снів та концепція вторгнення в сферу інтернету для створення та поширення міських легенд і колективних міфів.

## Розповідь
Повідомлені докази появи цієї людини уві сні нібито сягають 1980-х років. Відповідно до Ever Dream This Man? перше зображення цієї людини було намальовано в січні 2006 року "відомим психіатром у Нью-Йорку " на основі опису пацієнта, який стверджує, що він був предметом снів, незважаючи на те, що ніколи не знав такої людини, як він у снах. справжнє життя. Кілька днів потому інший пацієнт психіатра впізнав малюнок і сказав, що він також був фігурою в його снах; психіатр надіслав зображення колегам-професіоналам і зібрав свідчення ще чотирьох людей, які стверджували, що впізнали чоловіка. Відтоді більше 8000 людей з міст по всьому світу, таких як Лос-Анджелес, Берлін, Сан-Паулу, Тегеран, Пекін, Рим, Барселона, Стокгольм, Париж, Нью-Делі та Москва, стверджували, що бачили чоловіка під час сну.
Анонімні розповіді передбачуваних свідків розкривають різноманітні аспекти щодо «Цього чоловіка» і його поведінки уві сні. Описи варіюються від романтичних або сексуальних фантазій до загрозливих сценаріїв, включаючи напади та вбивство сновидця, а також надання загадкових життєвих порад.
Важливо зауважити, що «Цього чоловіка» виступає у сновидців у різних ролях, які можуть значно відрізнятися в різних розповідях. У одному він може бути батьком мрійника, а в іншому — шкільним учителем із Бразилії, який має незвичайну фізичну особливість у вигляді шести пальців на правій руці. Його специфічний образ та роль змінюються в залежності від конкретної історії сновидця.
Голос «Цього чоловіка» також залишається загадковим, оскільки він рідко висловлюється, і його голос може бути важко визначити через труднощі в запам'ятовуванні звуків у сні проти образів. Однак, в деяких посланнях, він висловлює заклик до мрійників «йти на північ», що є однією з тем, що повторюється в історіях та може мати символічне значення.
В інтерв'ю Vice у 2015 році творець сайту Андреа Нателла пояснив, що ця людина вперше наснилася взимку 2008 року, коли чоловік «запропонував [йому] створити веб-сайт, щоб знайти відповідь на власну зовнішність». Дотримуючись інструкцій цієї людини, Нателла створив вебсайт ThisMan.org, включно із зображенням цього чоловіка, створеним за допомогою мобільного додатку Ultimate Flash Face.
Справжня жива людина, схожа на Цього чоловіка, ніколи не була ідентифікована. Нателла отримала тисячі листів і електронних листів від людей про те, на кого, на її думку, схожий цей чоловік, починаючи від вигаданих персонажів, як-от Людина з іншого місця (з Твін Пікс) і манекен (з Сутінкової зони), до справжніх громадських діячів, таких як Абдель Фаттах. Ель-Сісі, Ендрю Ллойд Веббер і Стівен Гокінг. Деякі люди стверджували, що вони самі були цією людиною, у тому числі індійський гуру на ім'я Аруд Каннан Айя, який цитував це як доказ своєї чудодійної сили.
ThisMan.org висунув п'ять теорій щодо походження цієї людини:
- Теорія архетипу: ця людина є прикладом концепції Карла Юнга про несвідомий "архетипічний образ", який люди бачать у дуже складних життєвих ситуаціях.
- Релігійна теорія: Ця людина є проявом Бога.
- Теорія сновидінь: зовнішня сила впроваджує цю людину в сновидіння людей, чи то через чиюсь надприродну проекцію, чи то під впливом корпорації.
- Теорія імітації сну: Люди мріють про цю людину лише після того, як вони вже дізналися про це явище, і образ залишив враження в їхній свідомості.
- Теорія розпізнавання вдень: люди погано запам'ятовують обличчя зі своїх снів і лише після того, як побачать зображення, припускають, що воно представляє цю людину.

## Популярність
Історія цієї людини почала привертати увагу користувачів Інтернету та преси в 2009 році Лише в жовтні того ж року перегляди сайту різко зросли. За короткий проміжок часу воно зібрало понад два мільйони відвідувань і понад 10 000 електронних листів від людей, які ділилися враженнями від цієї людини та надсилали фотографії тих, хто на нього схожий. 12 жовтня 2009 року комік Тім Гайдекер опублікував у Твіттері пост про «Цього чоловіка», написавши, що це «налякало мене до ус***ки». Хоча попередні маркетингові трюки Нателли лише привернули увагу місцевих жителів, «Цей чоловік» став першим випадком, коли його робота отримала міжнародне визнання.
Кінорежисер Брайан Бертіно, режисер і сценарист фільму «Незнайомці», нібито був натхненний вірусною історією та використав її як основу для фільму під назвою «Цей чоловік», який буде знято компанією Ghost House Pictures Сема Реймі. У прес-релізі Ghost House говориться, що фільм буде про "звичайного хлопця, який виявляє, що люди, яких він ніколи не зустрічав, бачать його у своїх снах. Тепер він повинен дізнатися, чому він є джерелом кошмарів для незнайомців у всьому світі. " Компанія Ghost House Pictures купила домен ThisMan.org у травні 2010 року Відтоді жодних заяв про фільм не було зроблено.

## Контакт
Після початкового широкого викриття цієї людини користувачі таких форумів, як 4chan, а також блогів, таких як ASSME та io9 , підозрювали, що це був партизанський маркетинговий трюк. Зворотний пошук IP-адреси ThisMan.org виявив, що її хостингова компанія володіє іншим доменом під назвою guerrigliamarketing.it, «фальшивою рекламною агенцією», заснованою Нателлою, яка «розробляла підривні містифікації та створювала дивні мистецькі проекти, що досліджують порнографію, політику та реклама». Деякі джерела все ще представляли дебати між тими, хто стверджував, що це була містифікація, і тими, хто стверджував, що це було реальне явище, як невирішені та триваючі.
У 2010 році Нателла опублікував пост на веб-сайті KOOK Artgency, компанії арт-агентів, яку він заснував, де підтвердив, що він придумав історію про цю людину як рекламний хід. Він детальніше розкрив цю тему в статті 2012 року під назвою «Вірусний „K“ маркетинг». Хоча Нателла ніколи не підтверджувала, чи мав проект комерційну мету, джерела, такі як The Kernel, сказали, що «майже напевно», що сайт був спеціально створений як партизанська маркетингова кампанія для Бертіно та фільму «Дім привидів».
Навіть після того, як Нателла підтвердив містифікацію, серйозне висвітлення «Цього чоловіка» тривало до середини 2010-х. У 2015 році Vice Media зв'язалися з сайтом, щоб взяти інтерв'ю, і Нателла відповів на запитання так, наче сайт не був обманом. У той самий день Vice опублікував своє інтерв'ю з Нателлою, та спростування, уточнюючи, що ця людина несправжня, і визнаючи, що вони спочатку попалися на обман: «ми запускаємо історію, виявляється те, що було засуджено в 2009 році і можна легко перевірити як фейк за допомогою одного гугла, кілька людей називають нас придурками, а редакційна команда тоне у власних сльозах. Іноді ми грішимо».

## Аналіз
Письменниця io9 Анналі Ньюіц назвала «Цю людину» «найбільшим шедевром Нателли», вважаючи, що вона була лише «страшною», «сирною та трохи страшною», а не «хитрою псевдоінтелектуальною „політикою“, як у багатьох інших його творах.» Vice висловив, що хоча цього Чоловіка не існує, він «належним чином схожий на чувака, якого ви могли б побачити уві сні», де «він гладить вас по спині, і ви відчуваєте тепло та ностальгію. Ви прокидаєтеся з ерекцію ви не можете пояснити». У статті 2014 року на науковому вебсайті Mysterious Universe стверджується, що люди можуть бачити подібні сни; він цитує не лише архетипову теорію Юнга, а й псевдонаукову теорію Ервіна Ласло про поле Акаші: «якщо виявиться правдою, що наші думки не живуть у наших власних головах, а радше існують в ефірі, то хіба деякі з ми отримуємо доступ до тієї самої інформації в нашій підсвідомості під час снів?» Vice описав мету обману як «примусити людей мріяти про те, про що вони ніколи раніше не мріяли», подібно до « Початку, але з мемами».

## В інших ЗМІ
Після початкового сплеску популярності «Цього чоловіка» користувачі Інтернету опублікували кілька інтернет-мемів, які підробляли на сайті «Ви коли-небудь снили цим чоловіком?» листівку, замінивши обличчя цієї людини знімками голови таких публічних діячів, як Роббі Роттен, Карл Маркс і Барак Обама. Comedy Central також створила власну пародію на листівку, в якій було використано обличчя Деніела Тоша.
Ідентифікатор цієї людини коротко з'являється на початку південнокорейського фільму « Усвідомлений сон» 2017 року та в епізоді «Секретних матеріалів» " Плюс один ", де він знаходиться у верхній правій частині фотографії Самотніх стрільців, яку бачили раніше в показати без цього.
MMORPG Rift має набір колекційних предметів, натхненних цією людиною, під назвою «Twisted: The Dream Traveler» у доповненні Nightmare Tide.
У 2018 році журнал Weekly Shōnen Magazine почав випускати мангу, засновану на цій людині та названу на честь містифікації. Проілюстрований Коджі Мегумі з відомого «Кривавого понеділка» та написаний Карін Сора, він розповідає про поліцейського на ім'я Хакару Амано та його справу, яка включає міську легенду про цю людину. Перший том виходив з 25 квітня 2018 року по 3 квітня 2019 року.
Відеогра AI: The Somnium Files 2019 року включала епізодичну появу цієї людини у двох сегментах головоломки. Гравці отримують трофей, якщо бачать його в обох цих випадках.
Дизайн манекена вентрилоквіста в розділі Freddy 2021 року телесеріалу «Історії, щоб не спати» натхненний цією людиною.
Цей чоловік з'являється в музичному відео Good Nightmare від Akatsuki Records, пісні про імітаційну телевізійну рекламу темної марки подушок.
Сценарій фільму «Мрія» 2023 року від кіностудії A24 з Ніколасом Кейджем у головній ролі натхненний фільмом «Ця людина».